# شو هيراماتسو
شو هيراماتسو (باليابانية: 平松 宗) (20 نوفمبر 1992 في نيغاتا في اليابان – )؛ هو لاعب كرة قدم ياباني سابق كان يلعب كمهاجم.

## وصلات خارجية
- شو هيراماتسو على موقع رابطة كرة القدم اليابانية للمحترفين (اليابانية)
- شو هيراماتسو على موقع قاعدة بيانات كرة القدم.إي يو (الإنجليزية)
- شو هيراماتسو على موقع Soccerway.com (الإنجليزية)
- شو هيراماتسو على موقع عالم كرة القدم.نت (الإنجليزية)
- شو هيراماتسو على موقع كووورة